# نایدرفیشباخ
نایدرفیشباخ (به آلمانی: Niederfischbach) یک شهر در آلمان است که در راینلاند-فالتس واقع شده‌است.

## خصوصیات
نایدرفیشباخ ۴٬۸۸۰ نفر جمعیت دارد.